# Ахлат
Ахлат (тур. Ahlat) / Хлат (вірм. Խլաթ) — місто і район турецької провінції Бітліс у Східній Анатолії.

## Історія
З 1929 до 1936 року Ахлат був районом провінції Ван.